# Rhus striata
Rhus striata (sin. Toxicodendron striatum) es una especie arbórea tóxica de Sudamérica de la familia  Anacardiaceae, comúnmente llamado manzanillo, caspi de pasto, chiraco,  en Colombia se le conoce como caspi espinoza jr 
```
o caspe
, y en el Perú se le conoce como 
Maico
. 
Toxicodendron striatum
 crece en las pendientes de baja elevación del 
bosque tropical húmedo
.
[
2
]
```

Se localiza en las tres cordilleras de Colombia y en la Sierra Nevada de Santa Marta entre los 900 y los 2300 m s. n. m. Se reporta por el Jardín Botánico de la Universidad Tecnológica de Pereira en La Julita; y por el Jardín Botánico San Jorge de Ibagué en la Reserva San Jorge en una altitud de 1210 m s. n. m.

## Descripción
Este árbol que pierde parcialmente sus hojas alcanza los 20 metros de altura. Su tronco de corteza lisa de color gris alcanza los 5 dm de diámetro. Su copa tiene forma oval o aparasolada (en forma de parasol), su follaje es ralo de color verde oscuro brillante y está conformado por ramilletes o manojos, sus ramas crecen de manera oblicua a arqueada y son escasas, sus ramitas gruesas expiden una sustancia (látex) de color blanco cuando se cortan y son de color rojizo. Sus hojas de textura coriácea, miden 35 cm aproximadamente, son compuestas, alternas y exudan un látex blanco tóxico, tienen entre 9 y 17 foliolos (imparippinadas) que terminan en punta (acuminados), lisos, de borde entero y que miden entre 8 y 12 cm de largo y entre 5 y 7 cm de ancho. Sus flores unisexuales de color blanco miden 3 mm de diámetro aproximadamente y están dispuestas en inflorescencias terminales o axilares en forma de grandes panículas, las flores masculinas y femeninas se encuentran en el mismo individuo. Sus frutos miden 7 mm aproximadamente y son drupas de forma esférica que al madurar pierden su cáscara (exocarpo) y se tornan de color blanco con líneas negras. Sus semillas duras de color crema, miden 55 mm de diámetro y son de forma esférica (Mahecha et al. 2004). Al herir cualquiera de sus partes se presenta un exudado acuoso generalmente cáustico o alérgico (Mendoza y Ramírez 2000).

### Floración
Desde abril hasta junio y desde octubre hasta diciembre.

### Fructificación
Desde mayo hasta junio y desde noviembre hasta diciembre.

### Recolección de fruta
Desde junio hasta diciembre” (Mahecha et al. 2004). "

## Hábitat
Bosque húmedo premontano, bosque muy húmedo premontano y bosque muy húmedo montano bajo (Mahecha et al. 2004).

## Hábito
Árbol.

## Origen
Centroamérica y norte de Sudamérica.

## Reproducción
Su propagación se da por semillas. Se recolectan los frutos al madurar, se frotan manualmente hasta extraer sus semillas, que se siembran en semilleros preparados con tierra, musgo y hojarasca en descomposición (humus) a 1 cm de profundidad, 5 cm entre una y otra y en hileras separadas entre sí por 10 cm; al medir las plántulas entre los 5 y los 8 cm de altura se trasplantan a bolsas de polietileno y al alcanzar entre los 20 y los 30 cm de altura se siembran en el lugar definitivo”. Se conoce muy poco acerca de su reproducción por ser una especie tóxica para algunas personas (Mahecha et al. 2004).

## Uso y tráfico
Las emanaciones de éste árbol son muy tóxicas, popularmente se dice que el árbol pica. Cuando las abejas recogen el polen y lo llevan a sus colmenas, la miel producida puede transmitir los tóxicos propios del árbol y, por lo tanto, causar daño a quienes la consuman. Según el Jardín Botánico Universidad de Caldas es una especie maderable útil para la construcción de postes, cercos y la consideran una especie tóxica.

## Taxonomía
Rhus striata fue descrita por (Ruiz & Pav.) Kuntze y publicado en Flora Peruviana 3: 29, t. 252, f. a, en el año 1802.
Sinonimia
- Rhus juglandifolia Willd. ex Schult.
- Rhus juglandifolia var. lindeniana (Turcz.) Engl.
- Rhus juglandifolia var. samo (Tul.) Engl.
- Rhus lindeniana Turcz.
- Rhus samo Tul.
- Toxicodendron striata (Ruiz & Pav.)[4]